# Hydraena platysoma
Hydraena platysoma är en skalbaggsart som beskrevs av Emile Janssens 1968. Hydraena platysoma ingår i släktet Hydraena och familjen vattenbrynsbaggar. Inga underarter finns listade i Catalogue of Life.